# Área Protegida de Miravalles
A Área Protegida de Miravalles (em castelhano:  Zona Protectora Miravalles) é uma reserva natural na parte noroeste da Costa Rica, que faz parte da Área de Conservação Arenal Tempisque. O local contém o vulcão Miravalles, que ainda está ativo, embora a última erupção registrada tenha sido apenas de fontes de vapor em 1946. A área protegida foi criada no dia 16 de março de 1976 pelo Decreto Executivo 5836-A.